# Rótula (mecánica)

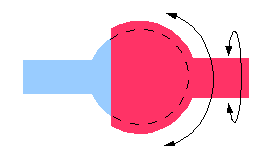
Esquema de una rótula mecánica. Tiene tres grados de libertad: rotación en el plano del dibujo, rotación en el plano perpendicular al dibujo y rotación alrededor del eje.

Una rótula esférica o articulación a rótula es un tipo de par cinemático que permite un relativo movimiento dentro de cierto ángulo en todos los planos que pasan por una línea. Una rótula tiene tres grados de libertad, aunque la amplitud del movimiento en dos de ellos esté limitada.
Las direcciones por cremalleras hidráulicas son sensibles a malas manipulaciones de montaje.
Errores comunes:
1. Problemas en la bomba, esta puede inyectar aire y hace que provoque rigidez
2. Golpes en los pistones hidráulicos y de empuje
3. Conexión errónea de las mangueras de alimentación y escape de fluidos, crea un vacío en el interior que provoca rigidez en el mecanismo
4. Fluido hidráulico incorrecto o incompatible con el mecanismo y marca
5. Fluido sucio o con partículas metálicas producto de desgastes
6. Ángulo de montaje y apoyo de los extremos que puede dañar el mecanismo hidráulico